# قرار مجلس الأمن التابع للأمم المتحدة رقم 906
قرار مجلس الأمن التابع للأمم المتحدة رقم 906، المتخذ بالإجماع في 25 آذار / مارس 1994، بعد إعادة التأكيد على القرارات 849 (1993)، 854 (1993)، 858 (1993)، 876 (1993)، 881 (1993)، 892 (1993)، 896 (1994) و901 (1994)، أعرب المجلس عن أسفه لعدم التوصل إلى اتفاق بشأن تسوية سياسية بين أبخازيا وجورجيا، ومدد ولاية بعثة مراقبي الأمم المتحدة في جورجيا حتى 30 حزيران / يونيو 1994.
وشدد المجلس على الوضع الملح في جورجيا الناجم عن الأعداد الكبيرة من النازحين من أبخازيا وحقهم في العودة إلى ديارهم. كما أعاد التأكيد على سلامة أراضي جورجيا وسيادتها. وحث كلا الطرفين على استئناف المفاوضات في أقرب وقت ممكن من أجل التوصل إلى تسوية سياسية والوضع السياسي لأبخازيا على أساس المبادئ المنصوص عليها في قرارات مجلس الأمن السابقة، حتى يمكن النظر في إمكانية تشكيل قوة لحفظ السلام.
وطُلب من المجتمع الدولي المساهمة في جورجيا لتمكينها من التغلب على عواقب الصراع. وبعد تمديد ولاية بعثة مراقبي الأمم المتحدة في جورجيا، حث الأطراف في جورجيا على ضمان سلامة موظفي الأمم المتحدة والسماح لها بحرية الحركة. ثم طُلب من الأمين العام بطرس بطرس غالي تقديم تقرير إلى المجلس بحلول 21 حزيران / يونيو 1994، عن سير المفاوضات والوضع على الأرض، مع الانتباه إلى الظروف التي قد تبرر ضرورة وجود قوة حفظ سلام.

## روابط خارجية
- نص القرار في undocs.org